# Lars-Göran Rosengren

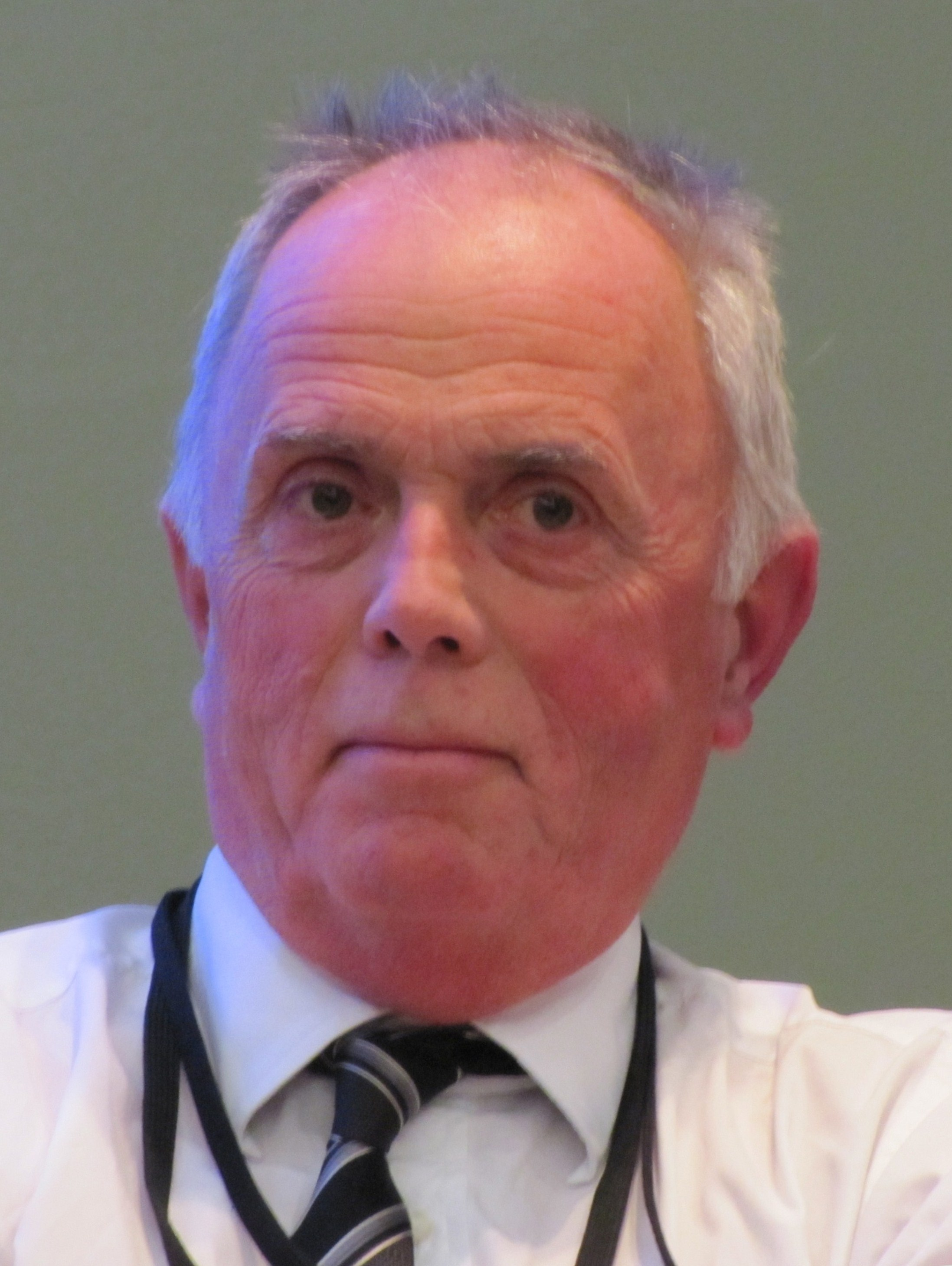
Lars-Göran Rosengren 2010.

Lars-Göran Rosengren, född 1945, är en svensk direktör. Han var VD för Volvo Technology AB (tidigare Volvo Teknisk Utveckling AB) 1986–2007. 
Rosengren disputerade 1973 vid Chalmers tekniska högskola och var under en period verksam som docent. Han började på AB Volvo 1975 och återvände 2007 till Volvokoncernens huvudkontor med ansvar för "Innovation Strategy & Policy". Han invaldes 1991 som ledamot av Ingenjörsvetenskapsakademien.

### Tryckt litteratur
- IVA Matrikel. Stockholm. 2001. sid. 221. Libris 3616346. ISBN 91-7082-097-X

### Fotnoter
1. ↑  Rosengren, Lars-Göran (1973) (på engelska). Gas concentration measurements using lasers with application to air pollution problems.. Doktorsavhandlingar vid Chalmers tekniska högskola. Ny serie, 0346-718X ; 72 
(Technical report / School of Electrical Engineering, Chalmers University of Technology, Göteborg, Sweden, 0346-7198 ; 32). Göteborg. Libris 82884